# Ковальски, Йохен
 Йохен Ковальски (нем. Jochen Kowalski; род. 30 января 1954, Вахов) — немецкий оперный певец (контратенор).

## Биография
Йохен Ковальски родился в городе Вахов (ныне в составе Науэна), Бранденбург, Германия. Ребенком пел в кафедральном соборе.
В 1977—1983 годах учился в Высшей школе музыки имени Ханса Эйслера.
После завершения своей учебы в 1983 году Йохен Ковальски был приглашен в труппу «Комической оперы» в качестве солиста, в составе которой он числится и по сей день. Он дебютировал в партии царевича Федора в постановке Гарри Купфера оперы Мусоргский «Борис Годунов».
В 1984 году он исполнял главную партию в опере Генделя «Юстин». Далее были две работы в государственном оперном театре в Гамбурге. В 1985 году исполнял партию Даниила в оратории Генделя «Валтасар», а в 1986 партию Аннио в опере Моцарта «итал. La clemenza di Tito».
C 1987 года Йохен Ковальски начал свою международную карьеру с участия в постановке оперы Генделя «Юлий Цезарь в Египте» в Гранд Опера в Париже.
В 1989 году дебют в королевском театре Ковент-Гарден в Лондоне в партии «Орфея» в постановке оперы Глюка «Орфей и Эвридика».
В партии «Князь Орловский» в оперетте «Летучая мышь» Йохен Ковальски дебютировал в австрийском государственном оперном театре в Вене в 1992 году, а в 1995 году в Метрополитен-опера в Нью-Йорке.
Йохен Ковальски продолжает участвовать в оперных постановках, давать сольные концерты, а также работу в студиях звукозаписи.
Он уже записал более девятнадцати сольных альбомов (по состоянию на 2010 год), восемь грампластинок, принимал участие в записях опер Бриттена, Генделя, Глюка, Гайдна, Моцарта, Россини и Штрауса.

## Дискография

### Сольные альбомы[3]
«Звёзды идут танцевать» запись концерта англ. «Stars go Swing (live)», The Capital Dance Orchestra presents Jochen Kowalski
1. нем. «Sing ein Lied» музыка / слова Петера Игельхофа
2. фр. «Bel Ami» музыка Тео Макебена / слова Ганса Фрица Бекманна
3. нем. «Für eine Nacht» музыка Петера Крёйдена / слова Гёнтера Швенна
4. «Потому, что мы пилоты» песня из кинофильма «Небесный тихоход» музыка В. Соловьёва-Седова / слова А. Фатьянова
5. «Спокойной ночи» музыка М. Блантера / слова Льва Давидовича
6. «Сердце» музыка И. О. Дунаевского / слова В. И. Лебедева-Кумача
7. «Утомлённое солнце» музыка Ежи Петерсбурского / слова Иосифа Альвека
8. нем. «Mackie Messer» музыка Курта Вайля / слова Бертольда Брехта
9. "Поезд на Чаттанугу музыка Харри Уоррена / слова Мака Гордона
10. нем. «Wir machen Musik» музыка Петера Игельхофа / слова Хельмута Койтнера
11. англ. «Cheek to Cheek» музыка / слова Ирвина Берлина
12. англ. «Night and Day» музыка / слова Кола Портера
13. нем. «Bei mir bist du schön» музыка Шолом Секунда / слова Якоба Якобса
14. нем. «An einem Tag im Frühling» музыка Франца Доелле / слова Бруно Бальца
15. нем. «Das gibt's nur einmal» музыка Вернера Рихарда Хойманна / слова Роберта Гильберта

«Русские оперы» англ. The Russian Opera Album
1. «Увертюра» из оперы Михаила Ивановича Глинки «Руслан и Людмила»
2. Дуэт Дафниса и Хлои «Мой миленький дружок» из оперы Петра Ильича Чайковского «Пиковая дама»
3. Ария «Папенька наш» Царевича Фёдора из оперы Модеста Петровича Мусоргского «Борис Годунов» 2-й акт
4. «Марш» из оперы Михаила Ивановича Глинки «Руслан и Людмила»
5. Ария Ратмира «И жар, и зной сменила ночи тень…» из оперы Михаила Ивановича Глинки «Руслан и Людмила»
6. «Прелюдия» к 1-му акту оперы Николая Андреевича Римского-Корсакова «Снегурочка»
7. Сцена Снегурочка — Лель «Сдоро́во, Лель пригожий, гостем будь» из оперы Николая Андреевича Римского-Корсакова «Снегурочка»
8. Вторая песня Леля «Как по лесу лес шумит» из оперы Николая Андреевича Римского-Корсакова «Снегурочка»
9. Романс Ратмира «Она мне жизнь, она мне радость» из оперы Михаила Ивановича Глинки «Руслан и Людмила»
10. Третья песня Леля «Туча с громом заговаривала» из оперы Николая Андреевича Римского-Корсакова «Снегурочка»

«Портрет звезды» нем. «Starportrait» арии и песни
- CD 1

1. Ария Ринальдо итал. «Or la tromba in suon festante» из оперы «Ринальндо» Георг Фридрих Гендель 3-й акт
2. Речитатив и ария Ксеркса итал. «Frondi tenere - Ombra mai fu» из оперы «Ксеркс» Георг Фридрих Гендель
3. Ария нем. «Vergnügte Ruh, beliebte Seelenlust» кантата BWV 170 «Весёлый отдых» нем. «Vergnügte Ruh» Иоганн Себастьян Бах
4. Артаксеркс итал. «Palido il sole» Иоганн Адольф Хассе
5. Речитатив «Behold, a virgin conceive» и ария «O thou that tellest good tidings to Zion» из оратории Мессия Георга Фридриха Генделя
6. Ария «J’ai perdu mon Euridice» из оперы Кристофа Виллибальда Глюка «Орфей и Эвридика»
7. Ария итал. «Venga pur, minacci e frema» из оперы «Митридат, царь Понтийский» Вольфганга Амадея Моцарта
8. Ария итал. «Splende l'alba in oriente»  HWV 166 Гендель
9. Речитатив нем. «Du lieber Heiland du» и ария нем. «Buß und Reu» из музыкального произведения «Страсти по Матфею» BWV 244 Иоганн Себастьян Бах
10. Ария нем. «Ah di si nobil alma» из Оперы-серенады «Асканий в Альбе» KV 111 Вольфганг Амадей Моцарт
11. Ария нем. «Ah Die schöne Müllerin» D 795 Op.25 нем. «Des Müllers Blumen» Франц Петер Шуберт
12. Ария нем. «Dichterliebe Op.48 нем. «Die Rose, die Lilie» Роберт Шуман
13. Дуэт Дафниса и Хлои из оперы «Пиковая дама» Петра Ильича Чайковского
14. Ария итал. «Oh patria! - Di tanti palpiti» нем. Dichterliebe Op.48 из оперы итал. «Tancredi» Россини

- CD 2

1. Песня «Тихо, тихо» нем. Leise, ganz leise  из оперетты Оскара Штрауса «Грёзы о вальсе»
2. фр. «Plaisir d'amour» французская песня XVIII века
3. «Милый друг» фр. «Bel ami» песня из одноименного кинофильма 1941 года
4. Дуэт Орловского и Айзенштайна нем. «Ich lade gern mir Gäste ein» отрывок из 2-го акта оперетты Штрауса «Летучая мышь»
5. «Целую вашу руку, мадам» нем. «Ich küsse Ihre Hand, Madame» песня из одноименного кинофильма «Целую вашу руку, мадам»
6. Песня нем. «Vilja-Lied» из оперетты «Весёлая вдова» Франца Легара
7. Колыбельная «Спи, мой светловласый ангел» нем. «Schlaf ein, mein blond Engelein»
8. Песня из оперетты «Фиалка Монмартра» Эмерика Кальмана
9. Песня из оперетты Франца Легара «Царевич» нем. «Der Zarewitsch»
10. Песня «Лили Марлен» нем. «Lied eines jungen Wachposten (Lili Marleen)»
11. Песня из оперетты Пала Абрахама «Цветок Гавайев»
12. Сочинение Феликса Мендельсона нем. «Lieblingsplötzche»
13. Песня нем. «Bei dir war es immer so schön» из оперетты Тео Макебен «Анита и дьявол» нем. «Anita und der Teufel»
14. Песня из оперетты Роберта Штольца нем. «Wenn die kleinen Veilchen blühen»
15. Песня «Ich steh' im Regen» из музыкального кинофильма нем. Zu neuen Ufern
16. Песня из оперетты Пала Абрахама «Виктория и её гусар»

нем. «Operetten gala»— арии, серенады, песни из различных оперетт. Запись 1997 года
1. Отрывок из оперетты «Фраскита» нем. «Der Frasquita» Франца Легара
2. Отрывок из оперетты «Гавайские цветы» нем. «Die Blume von Hawaii» Пола Абрахама
3. Отрывок из оперетты «Когда расцветают маленькие фиалки» нем. «Wenn die kleinen Veilchen blühen» Роберта Штольца
4. Отрывок из оперетты «Гаспароне» нем. «Gasparone» Карла Миллёкера
5. Отрывок из оперетты «Кузен ниоткуда» нем. «Der Vetter aus Dingsda» Эдуарда Кюннеке
6. Отрывок из оперетты оперетты «Летучая мышь» Иоганна Штрауса
7. Отрывок из оперетты «Царевич» нем. «Der Zarewitsch» Легара Франца
8. Отрывок из оперетты «Фридерике» нем. «Friederike» Легара Франца
9. Отрывок из оперетты «Вальс мечты» нем. «Ein Walzertrau»m Оскара Штрауса
10. Отрывок из оперетты «Виктория и её гусар» нем. «Viktoria und ihr Husar» Пола Абрахама
11. Отрывок из оперетты «Венера в шелке» нем. «Venus in Seide» Роберта Штольца
12. Отрывок из оперетты «Фаворит» нем. «Der Favorit» Роберта Штольца
13. Отрывок из оперетты «Весёлая вдова» нем. «Die lustige Witw»e Легара Франца
14. Отрывок из оперетты «Госпожа Луна» нем. «Frau Luna» Пауля Линке
15. Отрывок из оперетты «В царстве Индры» нем. «Im Reiche des Indra» Пауля Линке
16. Отрывок из оперетты «Лисистрата» нем. «Lysistrata» Пауля Линке

нем. Arien — Арии Баха, Генделя, Перголези, Хассе, Тельмана, Агриколы, Грауна
1. «Lieto suono di trombe guerriere» Тельмана
2. «Sulle sponde del torbido lete» Грауна
3. «Del terreno, nel centro profondo» Агриколы
4. «Tardi savvedde dun tradimento» Хассе
5. Ария Андантино из «STABAT MATER» Перголези
6. Ария Ларго из «STABAT MATER» Перголези
7. Ария Ларго из «SALVE REGINA» Перголези
8. Ария «Geist und Seele wird verwirret» из «GEIST UND SEELE WIRD VERWIRRET» (BWV 35) Баха
9. Ария «Gott hat alles wohlgemacht» из «GEIST UND SEELE WIRD VERWIRRET» (BWV 35) Баха
10. Ария «Komm, edle Goettin, hehr und weise» из «L’Allegro, il Penseroso ed il Moderato» (HWV 55) Генделя
11. Ария «Lasst auch die Trauermuse nun» из «L’Allegro, il Penseroso ed il Moderato» (HWV 55) Генделя
12. Ария «Birg mich vor dem hellen Schein» из «L’Allegro, il Penseroso ed il Moderato» (HWV 55) Генделя

нем. «Weihnachten» «Рождество». Запись 1997 года
1. нем. «Macht hoch die Tür» церковная песня
2. нем. «Süßer Die Glocken nie klingen» немецкая народная песня
3. Оратория нем. «Ich steh an deiner Krippen hier» Баха
4. Рождественская песня нем. «Schlaf wohl du Himmelsknabe»
5. Португальская песня «Adeste fideles»
6. Оратория нем. «O Jesulein süß» Баха
7. Рождественская песня «Noel»
8. Духовная народная песня «Es ist ein Ros' entsprungen»
9. Кантата «Я радуюсь о Тебе» нем. «Ich freue mich in Dir» BWV 133 Бах
10. нем. «Vom Himmel hoch, da komm ich her»
11. «Колыбельная» нем. «Wiegenlied» Иоганнес Брамс
12. Ариозо из нем. «Cantata con stroment» Генделя
13. Народная песня «In dulci jubilo»
14. Сицилийская народная песня нем. «O Du fröhliche»
15. Рождественский христианский гимн «Тихая ночь» нем. «Stille Nacht», «Ночь тиха»
16. «Рождество» нем. «Weihnacht»

Цикл песен Франца Шуберта на стихи Вильгельма Мюллера «Прекрасная мельничиха» нем. Die schöne Müllerin. Liederzyklus von Franz Schubert nach Gedichten von Wilhelm Müller
1. «В путь» нем. «Das Wandern»
2. «Куда?» нем. «Wohin?»
3. «Стой!» нем. «Halt!»
4. «Благодарность ручью» нем. «Danksagung an den Bach»
5. «Праздничный вечер» нем. «Am Feierabend»
6. «Любопытство» нем. «Der Neugierige»
7. «Нетерпение?» нем. «Ungeduld?»
8. «Утренний привет» нем. «Morgengruß»
9. «Цветы мельника» нем. «Des Müllers Blumen»
10. «Дождь слёз» нем. «Tränenregen»
11. «Моя!» нем. «Mein!»
12. «Интермедия» нем. «Pause»
13. «Зелёная лента на лютне» нем. «Mit dem grünen Lautenbande»
14. «Охотник» нем. «Der Jäger»
15. «Ревность и гордость» нем. «Eifersucht und Stolz»
16. «Любимый цвет» нем. «Die liebe Farbe»
17. «Зловещий цвет» нем. «Die böse Farbe»
18. «Засохшие цветы» нем. «Trockne Blumen»
19. «Мельник и ручей» нем. «Der Müller und der Bach»
20. «Колыбельная песня ручья» нем. «Des Baches Wiegenlied»

«Evergreens». Популярные песни начала XX века
1. Песня из одноименного кинофильма нем. «Ich küsse Ihre Hand, Madame» музыка Ральфа Эрвина / слова Фрица Роттера
2. Песня нем. «Der kleine Liebesvogel» музыка Михаэля Яри / слова Бруно Бальца
3. Песня «Три красный розы» нем. «Drei rote Rosen» из кинофильма нем. «Gedenken» музыка Норберта Шульце / слова [Ляйп, Ганс|Ганса Ляйпа]
4. Песня нем. «Bella Fiametta» музыка Франца Доэле / слова Вальтера Бохэрта нем. Walter Borchert
5. Песня «С тобой было всегда хорошо» нем. «Bei dir war es immer so schön» из кинофильма нем. «Anita und der Teufel» музыка Тео Макебена / слова Ганса Фрица Бекмана
6. Песня нем. «Schöner Gigolo» музыка Леонелло Касуччи нем. Leonello Casucci / слова Юлиус Браммер
7. Песня нем. «Ich steh' im Regen» из кинофильма «К новым берегам» музыка и слова Ральфом Бенацки
8. Музыкальная композиция «Слепая корова» нем. «Blinde Kuh» из кинофильма нем. «Allotria» музыка Петера Крёйдера
9. Песня из одноименного кинофильма фр. «Bel Ami» музыка Тео Макебена/ слова Ганса Фрица Бекмана и Даниэля Могенроса нем. Daniel Morgenroth
10. Песня нем. «Roter Mohn» из кинофильма нем. «Schwarzfahrt ins Glück» музыка Михаэля Яри / слова Бруно Бальца
11. Песня нем. «Drei Sterne sah ich scheinen» из кинофильма «Родина» нем. «Heimat» музыка Тео Макебена / слова Ганс Бреннет
12. Танго нем. «Kinder, spielt mir doch eine weiche Tangoplatte» музыка и слова Фридриха Холлендера
13. Песня нем. «Sing, Nachtigall, sing» музыка и слова Фридриха Холлендера
14. Песня нем. «Heut' Nacht hab ich geträumt von dir» из оперетты нем. «Das Veilchen von Montmartre» музыка Имре Кальмана / слова Альфреда Грюнвальда
15. Танго нем. «Die sonne geht auf» музыка Вилли Майсель нем. Will Meisel
16. Песня нем. «Schummerlied» из кинофильма нем. «Das Herz der Königin» музыка Тео Макебена / слова Харальда Брауна
17. Песня нем. «Lied eines jungen Wachposten» / «Лили Марлен» нем. «Lili Marleen» музыка Норберта Шульце нем. Norbert Schultze / слова Ханса Ляйпа нем. Hans Leip
18. Песня нем. «Und wieder geht ein schöner Tag zu Ende» музыка Герхарда Винклера / слова Бруно Эльснера нем. Bruno Elsner

«Портрет» нем. «Porträt» — Йохен Ковальски поёт арии и песни Генделя, Глюка, Хассе, Баха, Моцарта, Доницетти, Россини и Шумана
1. Речитатив «Behold, a virgin shall conceive» и ария «O thou that tellest good tidings to Zion» из «Мессия» нем. «Der Messias» Генделя
2. Ария итал. «La virtute è un vero nume» из итальянских сольных кантат нем. italienische Solokantaten
3. Ария «Che faro senza Euridice?» из оперы «Орфей и Эвридика» Глюка
4. Ария «Palido il sole» из оперы «Артаксеркс» Хассе
5. Церковная кантата нем. «Vergnügte Ruh, beliebte Seelenlust», BWV 170 Баха
6. Речитатив «Erbarm' es Gott!» и ария «Können Tränen meiner Wangen» из «Matthaus-Passion» BWV 244 Баха
7. Ария «Venga pur, minacci e frema» из оперы «Митридат, царь Понтийский» Моцарта
8. Ария «Per sua madre andyuna figlia» из оперы «Линда ди Шамуни» итал. «Linda di Chamounix» Доницетти
9. Сцена и ария «Per sua madre andyuna figlia» из оперы «Танкред» итал. «Tancredi» Россини
10. Песня № 1 нем. «Im wunderschönen Monat Mai» из песенного цикла нем. «Dichterliebe» Шумана
11. Песня № 16 нем. «Die alten, bösen Lieder» из песенного цикла нем. «Dichterliebe» Шумана
12. нем. «Plaisir d'amour»
13. нем. «Schlaf ein, mein blond Engelein»

Кантаты Баха. Запись 1993 года
Кантата BWV нем. «Ich habe genug»
Ария нем. «Ich habe genug»
Речитатив нем. «Ich habe genug, mein Trost ist nur allein»
Ария нем. «Schlummert ein, ihr matten Augen»
Речитатив нем. «Mein Gott, wann kommt das schöne Nun»
Ария нем. «Ich freue mich auf meinen Tod»
Кантата BWV 170 нем. «Vergnügte Ruh»
Ария нем. «Vergnügte Ruh, beliebte Seelenlust»
Речитатив нем. «Die Welt, das Sündenhaus»
Ария нем. «Wie jammern mich doch die verkehrten Herzen»
Речитатив нем. «Wer sollte sich demnach wohl hier zu leben wünschen»
Ария нем. «Mir ekelt, mehr zu leben»
Кантата BWV 53 нем. «Schlage doch, gewünschte Stunde!»
Кантата BWV 200 нем. «Bekennen will ich Seinen Namen»
«Церковные арии» нем. «Geistliche Arien»— арии Баха и Генделя. Запись 1992 года
Иоганн Себастьян Бах
«H-Moll-Messe» (BWV 232)
Ария «Qui sedes ad dextram patris»
Ария «Agnus Dei»
«Страсти по Матфею» нем. «Matthäus-Passion» (BWV 244)
Речитатив нем. «Du lieber Heiland»
Ария нем. «Buß und Reu»
Ария нем. «Erbarme dich, erbarme dich, mein Gott»
Речитатив нем. «Erbarm es Gott!»
Ария нем. «Können Tränen meiner Wangen»
Георг Фридрих Гендель
«Мессия» нем. «Der Messias» (HWV 56)
Речитатив нем. «Behold, the virgin shall conceive»
Ария нем. «Oh thou that tellest good tidings to Zion»
Ария нем. «He was despised»
«Израиль в Египте» (HWV 54)
Ария нем. «Their land brought forth frogs»
«Вальтассар» нем. «Belshazzar» (HWV 61)
Ария нем. «Oh sacred oracles of truth!»
«О радости, печали и мудрости» «L’Allegro Il Penseroso Ed Il Moderato» (HWV 55)
Ария нем. «May at last»
«Кантаты» нем. «Kantaten» Иоганна Себастьяна Баха . Запись 1994 года
нем. «Geist und Seele wird verwirret» BWV 35
итал. Prima parte
итал. «Concerto»
Ария нем. «Geist und Seele wird verwirret»
Речитатив нем. «Ich wundre mich»
Ария нем. «Gott hat alles wohlgemacht»
итал. Seconda parte
«Симфония» итал. «Sinfonia»
Речитатив нем. «Ach, starker Gott»
Ария нем. «Ich wünsche mir, bei Gott zu leben»
нем. «Gott soll allein mein Herze haben» BWV 169
«Симфония» итал. «Sinfonia»
«Ариозо» нем. «Gott soll allein mein Herze haben»
Ария нем. «Gott soll allein mein Herze haben»
Речитатив нем. «Was ist die Liebe Gottes?»
Ария нем. «Stirb in mir»
Речитатив нем. «Doch meint es auch dabei»
Хорал нем. «Du süsse Liebe, schenk uns deine Gunst»
нем. «Ich geh und suche mit Verlangen» BWV 49
«Симфония» итал. «Sinfonia»
«Stabat Mater» Salve Regina (одна из четырёх Богородичных антифон) Джованни Баттиста Перголези. Запись 1992 года.
«Stabat Mater»
1. Дуэт «Grave»
2. Ария «Andante amorosa»
3. Дуэт «Larghetto»
4. Ария «Allegro»
5. Дуэт «Largo. Allegro»
6. Ария «A tempo giusto»
7. Ария «Andantino»
8. Дуэт «Allegro»
9. Дуэт «A tempo giusto»
10. Ария «Largo»
11. Дуэт «Allegro ma non troppo»
12. Дуэт «Largo assai. presto assai»

«Salve Regina»
1. Largo
2. Andante. Largo
3. Andante
4. Amoroso
5. Largo assai

нем. «Lieder» Произведения Шумана, Моцарта, Бетховена. Запись 1992 года.
Роберт Шуман
«Любовь поэта». Песенный цикл из «Книги песен» Г. Гейне для голоса с фортепиано. нем. «Dichterliebe»
1. «В сиянье теплых майских дней» нем. «Im wunderschönen Monat Mai»
2. «Цветов венок душистый» нем. «Aus meinen Tränen spriessen»
3. «И розы, и лилии» нем. «Die Rose, die Lilie»
4. «Встречаю взор твоих очей» нем. «Wenn Ich in deine Augen seh»
5. «В цветах белоснежных лилий» нем. «Ich will meine Seele tauchen»
6. «Над Рейна светлым простором» нем. «Im Rhein, im heiligen Strome»
7. «Я не сержусь» нем. «Ich grolle nicht»
8. «О, если б цветы угадали» нем. «Und wüssten’s die Blumen»
9. «Напевом скрипка чарует» нем. «Das ist ein Flöten und Geigen»
10. «Слышу ли песни звуки» нем. «Hör' ich das Liedchen klingen»
11. «Её он страстно любит» нем. «Ein Jüngling liebt ein Mädchen»
12. «Я утром в саду встречаю» нем. «Am leuchtenden Sommermorgen»
13. «Во сне я горько плакал» нем. «Ich hab' im Traum geweinet»
14. «Мне снится ночами образ» твой нем. «Allnächtlich im Traume»
15. «Забытые старые сказки» нем. «Aus alten Märchen winkt es»
16. «Вы злые, злые песни» нем. «Die alten bösen Lieder»

Вольфганг Амадей Моцарт
1. «Ridente la calma» KV 210a
2. «An Chloe» KV 524
3. «Abendempfindung» KV 523
4. «Das Lied der Trennung» KV 519
5. «Oiseaux, si tous les ans» KV 284d

Людвиг ван Бетховен
1. нем. «Bitten»
2. нем. «Die Liebe des Nächsten»
3. нем. «Vom Tode»
4. нем. «Die Ehrung Gottes aus der Natur»
5. нем. «Gottes Macht und Vorsehung»
6. нем. «Bußlied»

нем. «Opernarien» Оперные арии Хассе, Генделя, Глюка, Моцарта, Доницетти и Россини. Запись 1991 года.
Иоганн Адольф Хассе
«Артаксеркс»
итал. «Palido il sole»
Кристоф Виллибальд Глюк
итал. «J'ai perdu mon Euridice»
Георг Фридрих Гендель
«Ринальдо»
итал. «Cara sposa, amante cara»
итал. «Qui con note innocenti – Cor ingrato»
Вольфганг Амадей Моцарт
«Асканий в Альбе»
Речитатив итал. «Perchè tacer degg'io?»
Ария итал. «Cara, cara lontano»
Кристоф Виллибальд Глюк
«Телемак» итал. «Telemaco»
Ария итал. «Ah! non turbi»
итал. «Ahime! Che miro! – Perche t'involi, oh Dio!»
Гаэтано Доницетти
«Линда ди Шамуни» итал. «Linda di Chamounix»
итал. «Per su madre andу una figlia»
Джоаккино Россини
«Танкред»
итал. «Oh patria! – Di tanti palpiti»
итал. «Dove son io? – Ah! che scordar»
фр. «Plaisir D'Amour»
1. «Vor liebchens tür» (E. Brandt)
2. «Plaisir d’amour»
3. «Die Mühle im Schwarzwald»
4. «Schlaf ein, mein blond Engelein» (Осман Перес Фрейр [Osmán Pérez Freire] / Beda)
5. «Diabolo» (Siegfried Translateur])
6. «Rosenlieder» (Philipp zu Eulenbur)
7. «Le désir» (H. Cramer)
8. «Lehn deine Wang an meine Wang» (A. Jensen / Heine)
9. «Rondo militaire» (англ. Burgmüller)
10. «Lieblingsplätzchen» (Феликс Мендельсон)
11. «Puszta Klänge» (Volksweisen)
12. «Juanita» (C. Morena)
13. «Das Lösegeld»
14. «Un doux entretien» (Александр Драйшок)

Итальянские кантаты Генделя исполняемые сольно нем. «G. F. Händel: Italienische Solokantaten». Запись 1988 года.
итал. «Splende l'alba in oriente» HWV 166
Ария итал. «Splende l'alba in oriente»
Речитатив итал. «Tu, armonica Cecilia»
Ария итал. «La virtute e un vero Nume»
итал. «Figli del mesto cor» HWV 112
Речитатив итал. «Figli del mesto cor»
Ария итал. «Son pur le lacrime»
Речитатив итал. «Cosi mia dura sorte»
Ария итал. «Cruda legge»
Речитатив итал. «Volea seguir»
итал. «Dolce pur d'amor l'affanno» HWV 109a
Ария итал. «Dolce pur d'amor l'affanno»
Речитатив итал. «Il viver sempre»
Ария итал. «Se piu non t'amo»
итал. «Mi palpita il cor» HWV 132c
Речитатив итал. «Mi palpita il cor»
Ария итал. «Agitata e l'alma mia»
Речитатив итал. «Tormento e gelosia»
Ария итал. «Ho tanti affanni in petto»
Речитатив итал. «Clori di te mi lagno»
Ария итал. «S'un di m'adora la mia crudele»
итал. «Vedendo amor» HWV 175
Речитатив итал. «Vedendo amor»
Ария итал. «In un folto bosco ombroso»
Речитатив итал. «In quel bosco»
Ария итал. «Camminando lei pian piano»
Речитатив итал. «Carico, scarico»
Ария-речитатив итал. «Rise Eurilla - Fra tanto»
Арии Генделя и Моцарта нем. «Arien von Händel & Mozart». Запись 1987 года.
Георг Фридрих Гендель
Опера «Ринальндо»
Ария итал. «Or la Tromba in suon Festante»
Опера «Юлий Цезарь в Египте»
Ария итал. «Va tacito e nascosto»
Опера «Юстин»
Речитатив итал. «Chi mi chiama alla gloria?»
Ария итал. «Se parla nel mio cor»
Опера «Альцина»
Ария итал. «Verdi prati»
Опера «Роделинда» «Rodelinda»
Ария итал. «Vivi tiranno»
Вольфганг Амадей Моцарт
Опера «Митридат, царь Понтийский»
Ария итал. «Venga pur, minacci e frema»
Ария итал. «Va, va, lґerror mio palesa»
Ария итал. «Ah giacche son tradito …»
Ария итал. «Son reo, l'error confesso»
Речитатив итал. «Vadasi…»
Ария итал. «Gia dagli occhi il velo e tolto»
Речитатив итал. «Ombra felice!…»
Ария итал. «Io ti lascio, e questo addio»
«Арии, записанные с берлинским оперным оркестром» нем. «Arien aus der Berliner Operngeschichte» Записи 1985, 1986 годов
Карл Генрих Граун нем. Carl Heinrich Graun
Опера «Rodelinda, regina de’Langobardi»
Ария итал. «Or la Tromba in suon Festante»
Джованни Батиста Бонончини нем. Giovanni Bononcini
Опера «Polifemo»
итал. «Voi del ciel numi clementi»
Опера «Griselda»
Ария итал. «Per la gloria»
Карл Генрих Граун нем. Carl Heinrich Graun
Опера «Artaserse»
итал. «Sulle sponde del torbido lete»
Опера «Цезарь и Клеопатра» «Cleopatra e Cesare»
итал. «Cortese il cielo non puу donare»
Георг Филипп Телеман нем. Georg Philipp Telemann
Опера «Flavius Bertaridus, König der Longobarden»
итал. «Lieto suono di trombe guerriere»
Иоганн Адольф Хассе нем. Johann Adolf Hasse
Опера «Lucio Papirio, dittatore»
итал. «All' onor mio rifletti»
Опера «Милосе́рдие Ти́та» итал. «La clemenza di Tito»
итал. «Tardi s'avvedde d'un tradimento»
Опера «Милосе́рдие Ти́та» итал. «La clemenza di Tito»
итал. «Tardi s'avvedde d'un tradimento»
Фридрих II (король Пруссии) нем. Friedrich II. (Preußen)
«Il re pastore»
«Serenata»
«Fatto per l’arrivo»
«Della regina madre»
«Sulle piu belle piante»
Иоганн Фридрих Агрикола нем. Johann Friedrich Agricola
Опера итал. «Achille in Sciro»
итал. «Del terreno, nel centro profondo»

### DVD[4]
- Опера Генделя «Юстин». Постановка 1985 года.
- Опера Глюка «Орфей и Эвридика». Постановка 1991 года.
- Опера Моцарта «Митридат, царь Понтийский». Постановка 1993 года.
- Оперетта Штрауса «Летучая мышь». Постановка 1990 года.

## Участие в постановках[2]
| Дата             | Постановка                                                    | Партия            | Где происходила                                          |
| ---------------- | ------------------------------------------------------------- | ----------------- | -------------------------------------------------------- |
| 20 ноября 1983   | Опера «Борис Годунов» Модеста Петровича Мусоргского           | «Фёдор»           | Комическая опера                                         |
| 4 декабря 1984   | Опера «Юстин» Генделя                                         | «Юстин»           | Комическая опера                                         |
| 24 марта 1985    | Оратория «Валтасар» Генделя                                   | «Даниил»          | На гастролях Гамбургской государственном оперного театра |
| 8 марта 1986     | Опера «Милосердие Тита» Моцарта                               | «Аннио»           | Гамбургский государственный оперный театр                |
| 20 июля 1987     | Опера «Юлий Цезарь в Египте» Генделя                          | «Птолемей»        | Опера Гарнье                                             |
| 12 октября 1987  | Оперетта «Летучая мышь» Штрауса                               | «Князь Орловский» | Венская народная опера                                   |
| 19 декабря 1987  | Опера «Орфей и Эвридика» Глюка                                | «Орфей»           | Комическая опера                                         |
| 11 февраля 1989  | Опера «Юлий Цезарь в Египте» Генделя                          | «Юлий Цезарь»     | Оперный театр на Рейне в Дюссельдорфе                    |
| 5 декабря 1991   | Опера «Митридат, царь понтийский» Вольфганг Амадей Моцарт     | «Фарнас»          | Королевский театр Ковент-Гарден                          |
| 25 сентября 1994 | Опера «Танкред» Россини                                       | Главная партия    | Берлинская государственная опера                         |
| 2 мая 1999       | Оратория «Саул» Генделя                                       | Главная партия    | Комическая опера                                         |
| 28 мая 2006      | Опера «Золотой петушок» Николая Андреевича Римского-Корсакова | «Звездочет»       | Комическая опера                                         |
| 19 февраля 2010  | Опера «Одержимый» Йоханеса Калитцкеса                         | «Хольсцански»     | Венский оперный театр                                    |

## Награды и премии[2]
- Почетная Премия Немецкой ассоциации звукозаписи (нем. Preis der Deutschen Schallplattenkritik) (1988) за исполнение арий Генделя и Моцарта.
- Премия Немецкой ассоциации звукозаписи (нем. Preis der Deutschen Schallplattenkritik) (1988) за исполнение оперы Глюка «Орфей и Эвридика».
- Постановка «Орфей и Эвридика», «Комической оперы» в Лондоне, была удостоена премии Лоренса Оливье.
- В 2004 году стал почетным гражданином Берлина.